# Schmiedestraße (Schwerin)

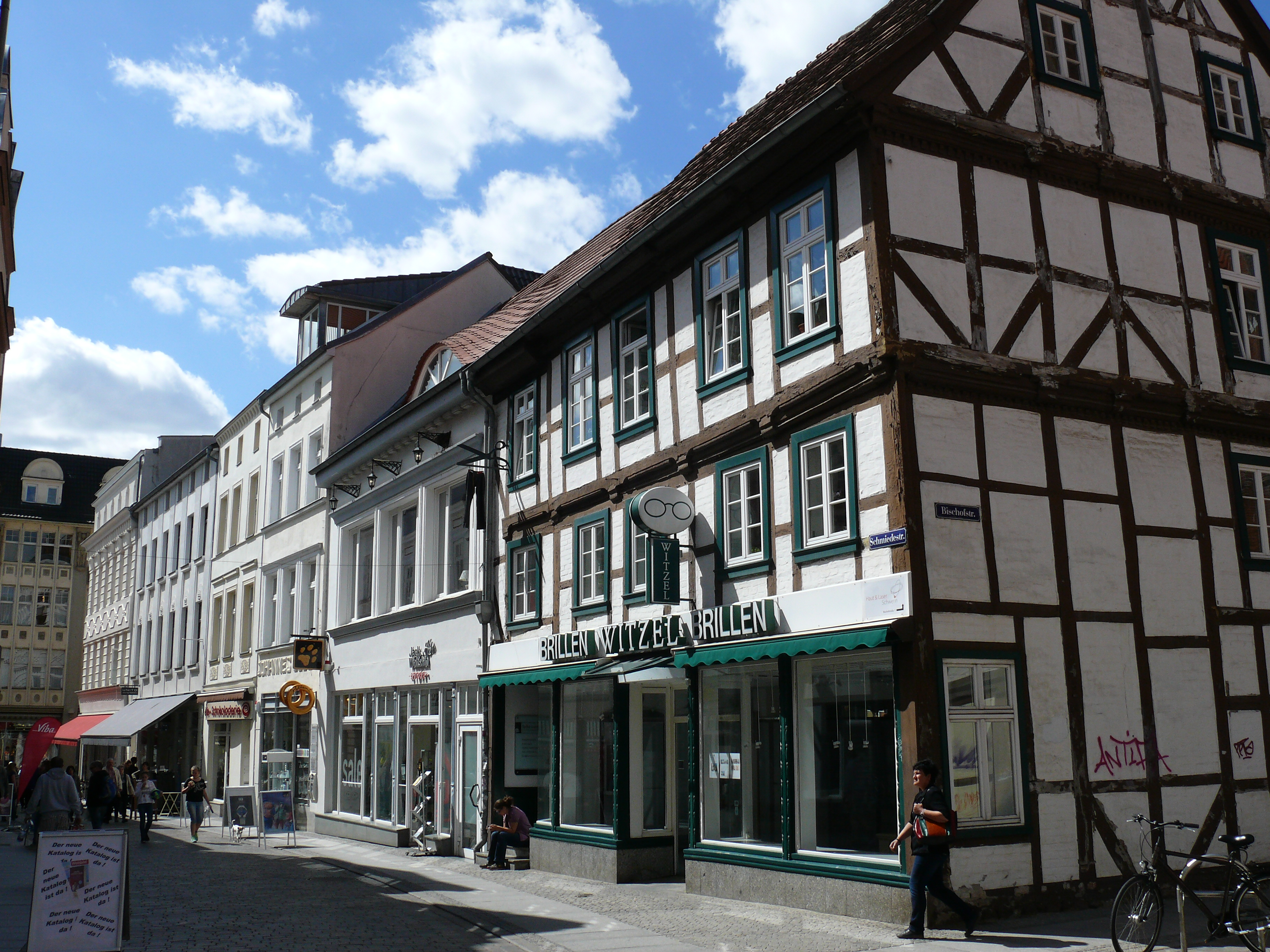
Nr. 15–23

Die Schmiedestraße ist eine Einkaufsstraße in Schwerin. Sie führt in Ost-West-Richtung vom Marktplatz bis zur Mecklenburgstraße.

## Nebenstraßen
Die Straße und die Neben- und Anschlussstraßen wurden benannt als Schmiedestraße und Schusterstraße nach den Berufen, Buschstraße 1939 nach dem Hofbaumeister, Architekt und Bildhauer Johann Joachim Busch (1720–1802), Bischofstraße nach dem Sitz des Bischofs und Mecklenburgstraße nach dem Land.

## Geschichte

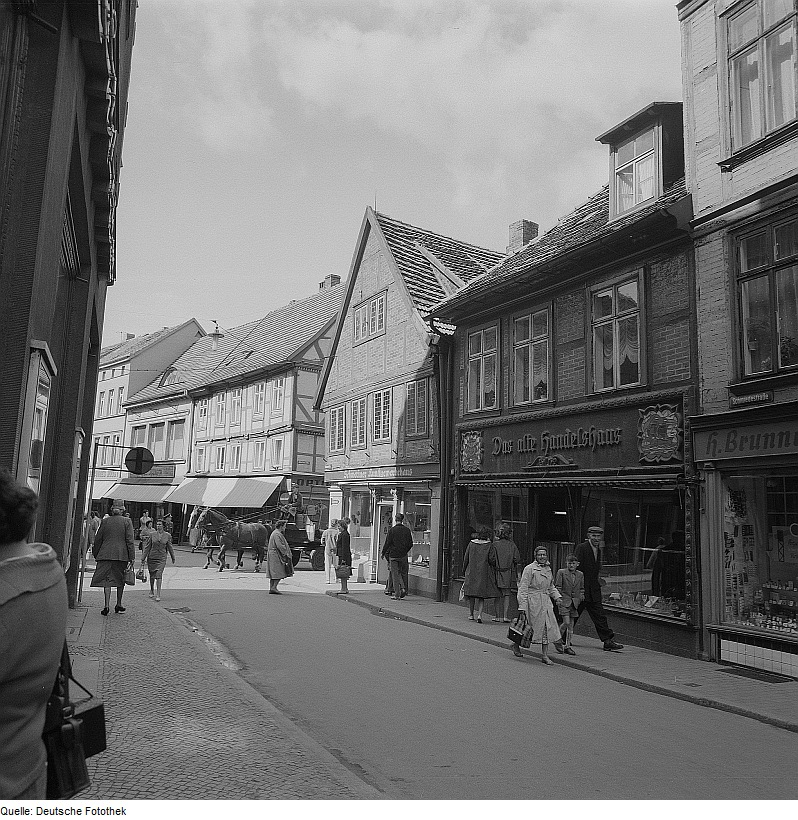
1950er Jahre, Nr. 9–17

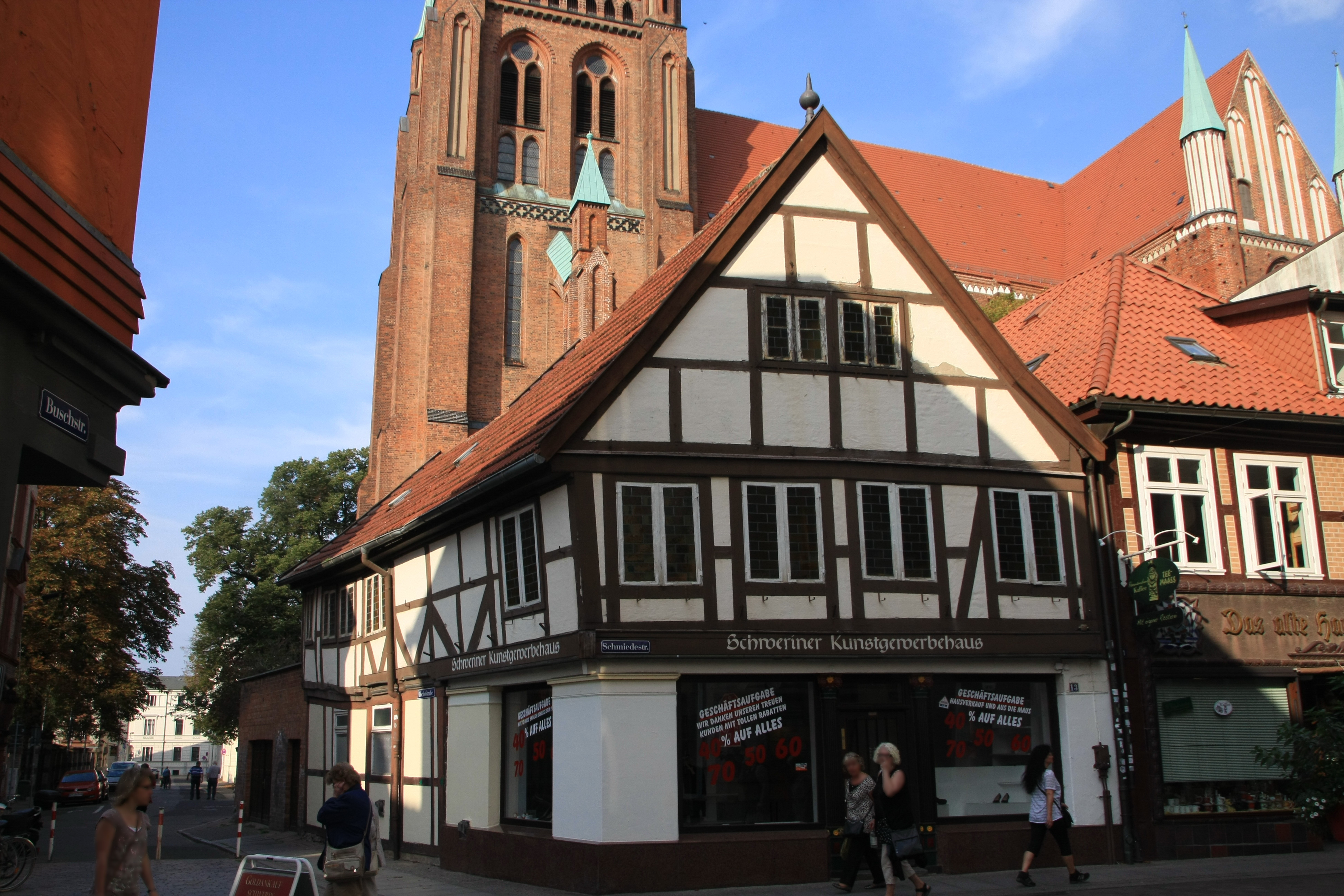
Nr. 13 und Dom

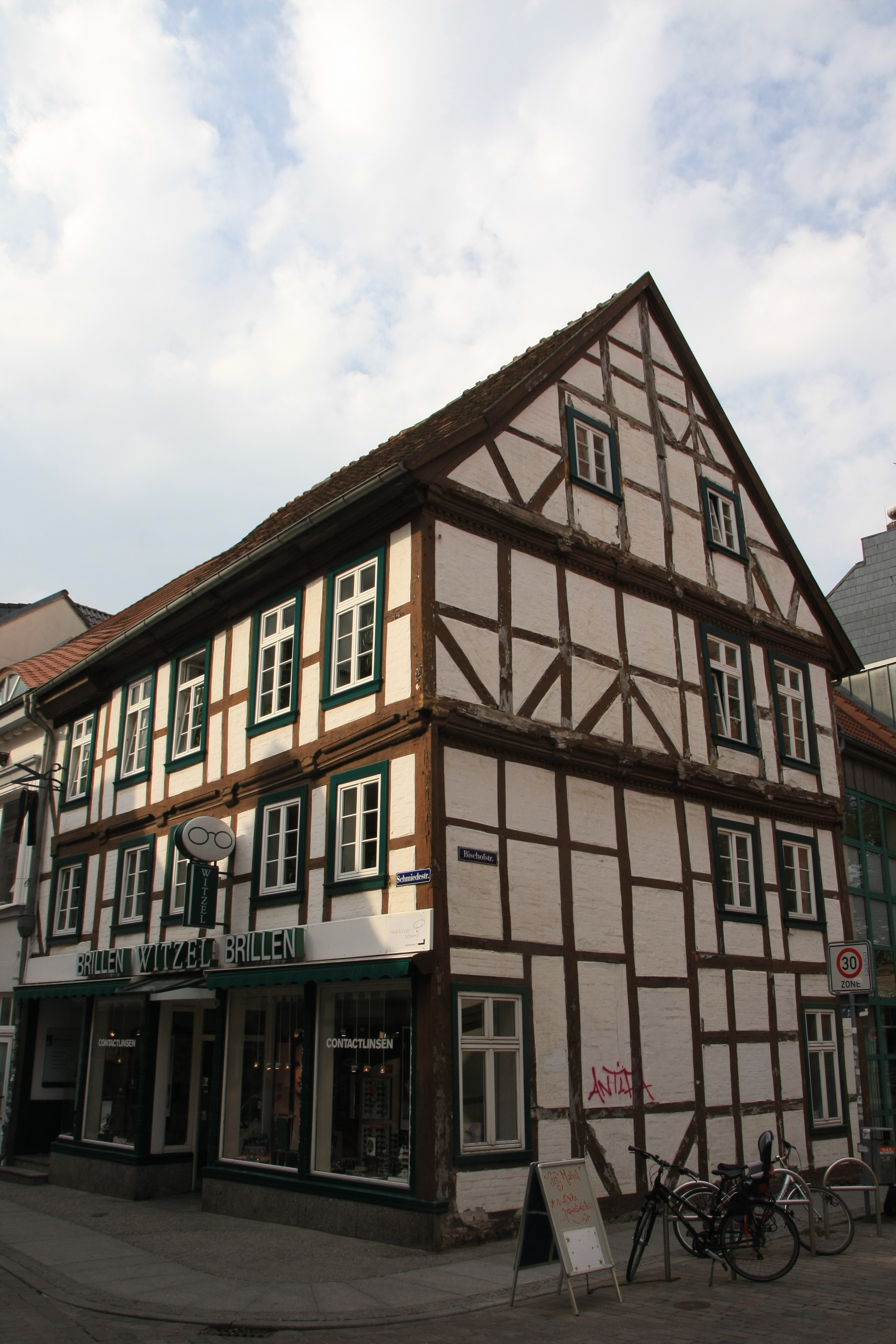
Nr. 15

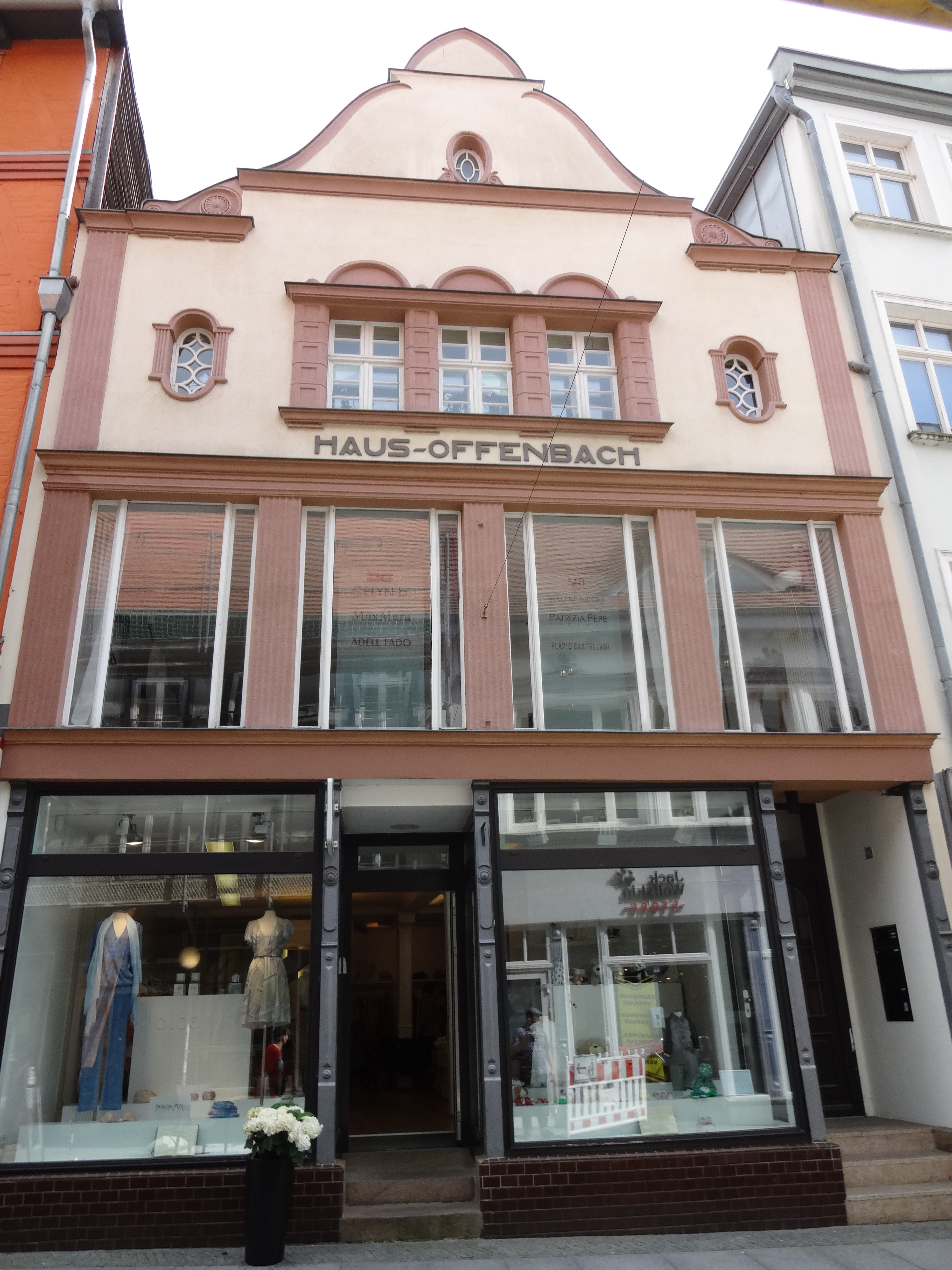
Nr. 16

1171 weihte Berno, der erste Bischof vom Bistum Schwerin, den Schweriner Dom und für 1178 ist das Domkapitel nachweisbar. Es entstand davor und danach ein kleines Netz von mittelalterlichen Gassen. Westlich der Straße befand sich nach einer Karte von nach 1340 zwischen Pfaffenteich (früher Mühlenteich) und Grafenmühle (heute Ecke Schloßstraße) die Stadtmauer mit dem Schmiedetor und östlich der Markt. 
Als sich im 19. Jahrhundert die Poststraße (heute Mecklenburgstraße) bis zur Schmiedestraße entwickelte, gewann auch die Verbindungsstraße zum Markt zunehmende Bedeutung und wurde zu einer der wichtigsten Fußgängerzonen und Einkaufsstraßen der Stadt.
Im Rahmen der Städtebauförderung wurde das Gebiet der Altstadt von Schwerin Sanierungsgebiet und ab Mitte der 1990er erfolgte die Sanierung der Straße. Nach der Sanierung des Marienplatzes verlagerte sich der Einkaufsschwerpunkt etwa zu diesem Verkehrsknotenpunkt.
Verkehrlich wird die Straße am nahen Marienplatz von den Straßenbahnlinien 1, 2 und 4 sowie den Buslinien 5, 7, 10, 12, 14 und 19 der Nahverkehr Schwerin GmbH erschlossen und an der Arsenal-/Friedrichstraße durch die Linie 11.

## Gebäude, Anlagen (Auswahl)
An der Straße stehen zumeist zwei- bis viergeschossige Gebäude. Die mit (D) gekennzeichneten Häuser stehen unter Denkmalschutz.
- Nr. 1: 5-gesch. historisierendes Wohn- und Geschäftshaus als Eckhaus am Markt
- Am Markt Nr. 3: 3-gesch. Wohn- und Geschäftshaus mit Fachwerk und Mansarddach (D), Haus der Filmkunstfestivals
- Nr. 2: 4-gesch. Wohn- und Geschäftshaus (D) im Stil des Neoklassizismus
- Nr. 9: 2-gesch. Wohn- und Geschäftshaus (D)
- Nr. 8/10, Ecke Buschstraße 2/4: 3-gesch. Büro- und Geschäftshaus mit dem Institut für Qualitätsentwicklung Mecklenburg-Vorpommern, ehem. Kaufhaus im Stil der Neorenaissance vom Ende des 19. Jh. mit einem prägenden Ecktürmchen und zwei Giebeln, das Rudolph Karstadt 1900 seinem verschuldeten Bruder Ernst mit 12 weiteren Geschäften in Mecklenburg abkaufte und als Kaufhaus Karstadt betrieb. Das Haus wurde nach 1945 gänzlich umgebaut.
- Nr. 11: 2-gesch. Wohn- und Geschäftshaus (D)
- Nr. 13: 2-gesch. Wohn- und Geschäftshaus mit Fachwerk (D)
- Nr. 15: 3-gesch. Wohn- und Geschäftshaus (D)
- Nr. 16: 3-gesch. Giebelhaus als Wohn- und Geschäftshaus (D)
- Nr. 17: 3-gesch. Geschäftshaus mit Flügelanbau (D)
- Nr. 18: 4-gesch. Wohn- und Geschäftshaus, vor 1939 Haus der Geschenke von Juwelier Fritz Löwenthal
- Nr. 20: 3-gesch. Wohn- und Geschäftshaus (D)
- Nr. 23: 3-gesch. Wohn- und Geschäftshaus
- Nr. 24 / Mecklenburgstraße 10–12: 4-gesch. Wohn- und Geschäftshaus mit Bank
- Mecklenburgstraße Nr. 14: 3-gesch. Wohn- und Geschäftshaus mit Bank

### Denkmale, Gedenken
- Stolpersteine Schwerin bei Gebäude
  - Nr. 15: Für Ellen Lippers (* 1922), 1939 geflohen, Hugo Lippers (1878–1942), Rosi Lippers (1889–1942), beide im KZ Auschwitz ermordet
  - Nr. 18: Für Fritz Löwenthal (* 1891), Inhaber des Geschäfts Haus der Geschenke, Sophie Löwenthal (* 1891), beide 1939 nach Chile geflohen

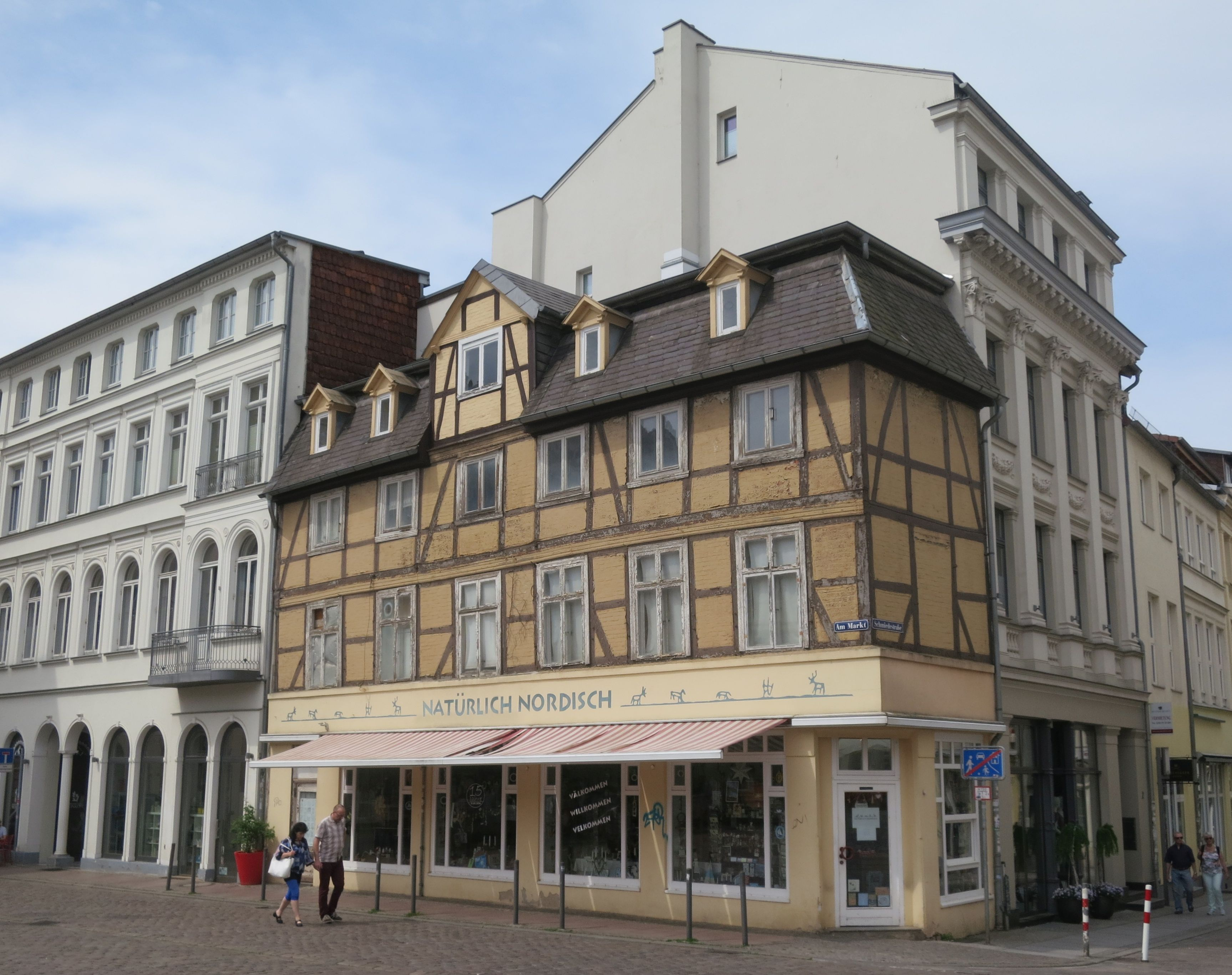
Am Markt Nr. 3
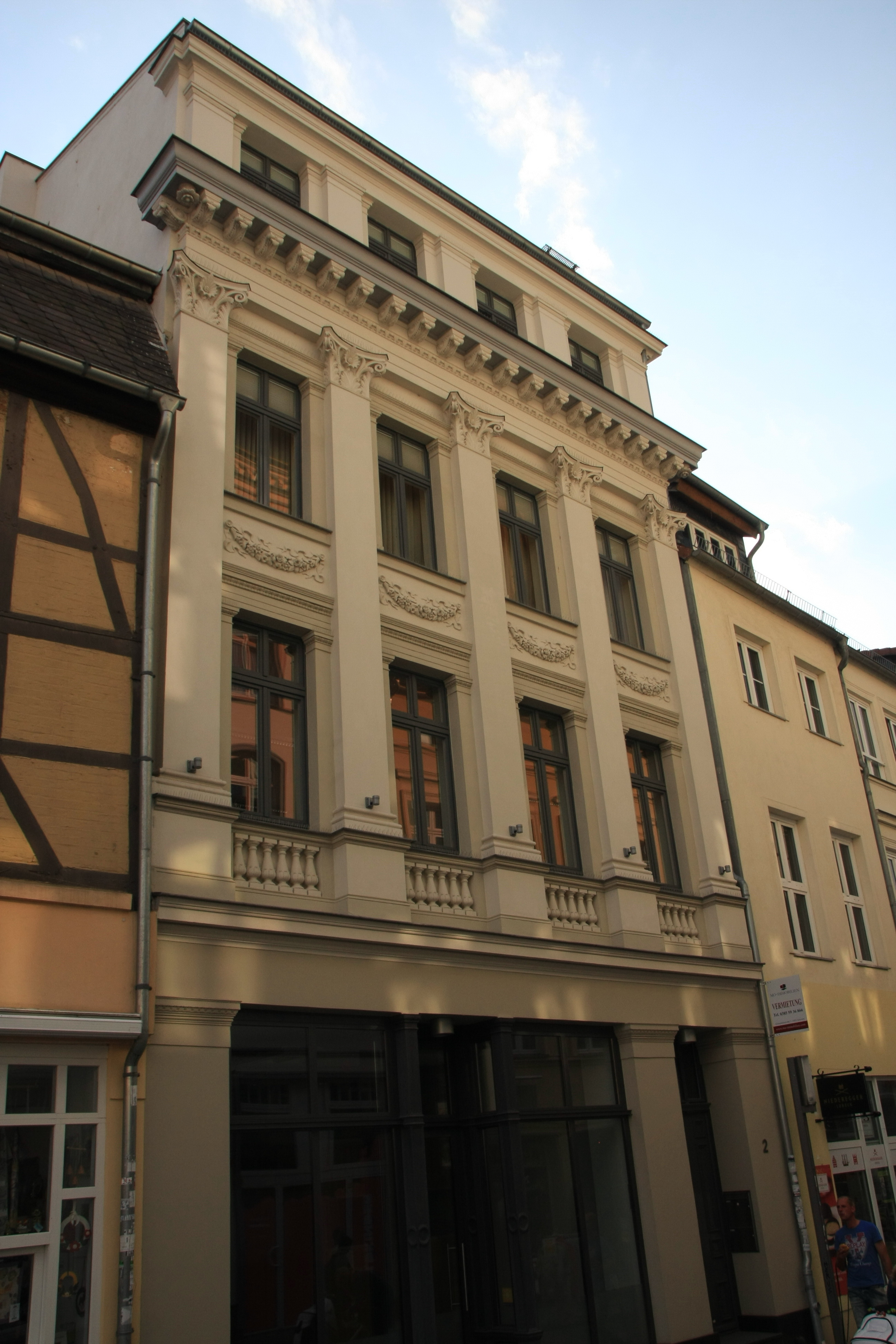
Nr. 2
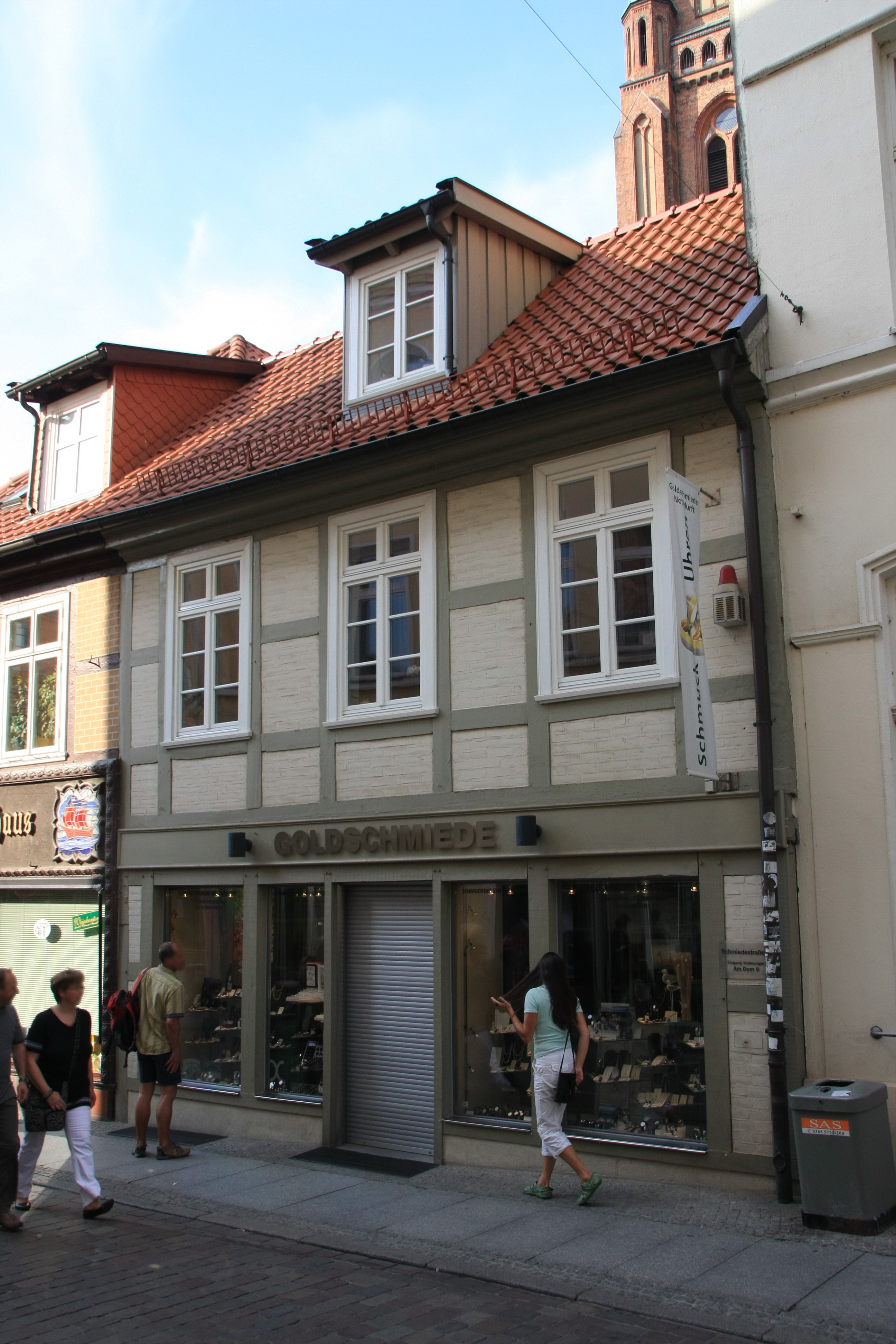
Nr. 9
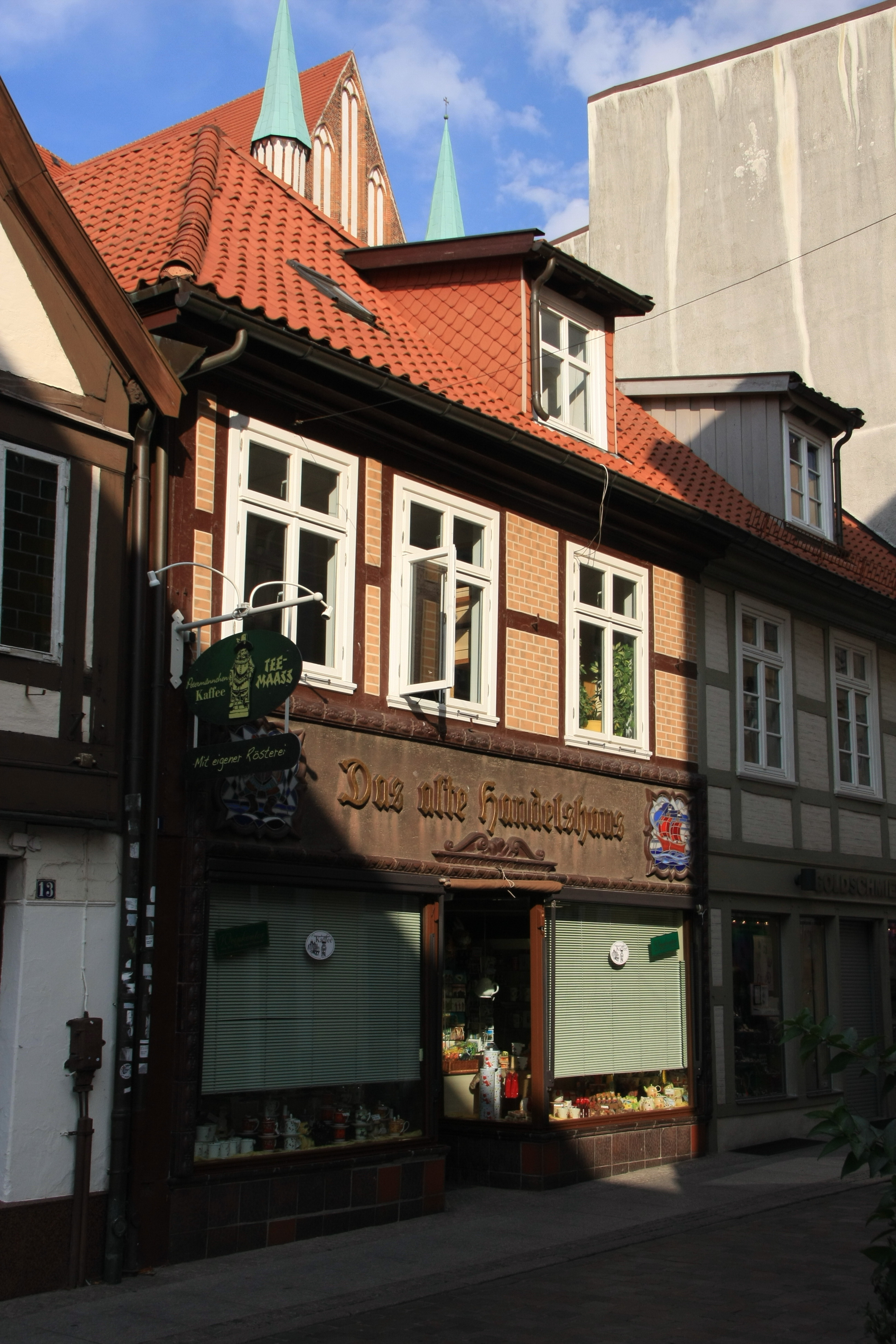
Nr. 11
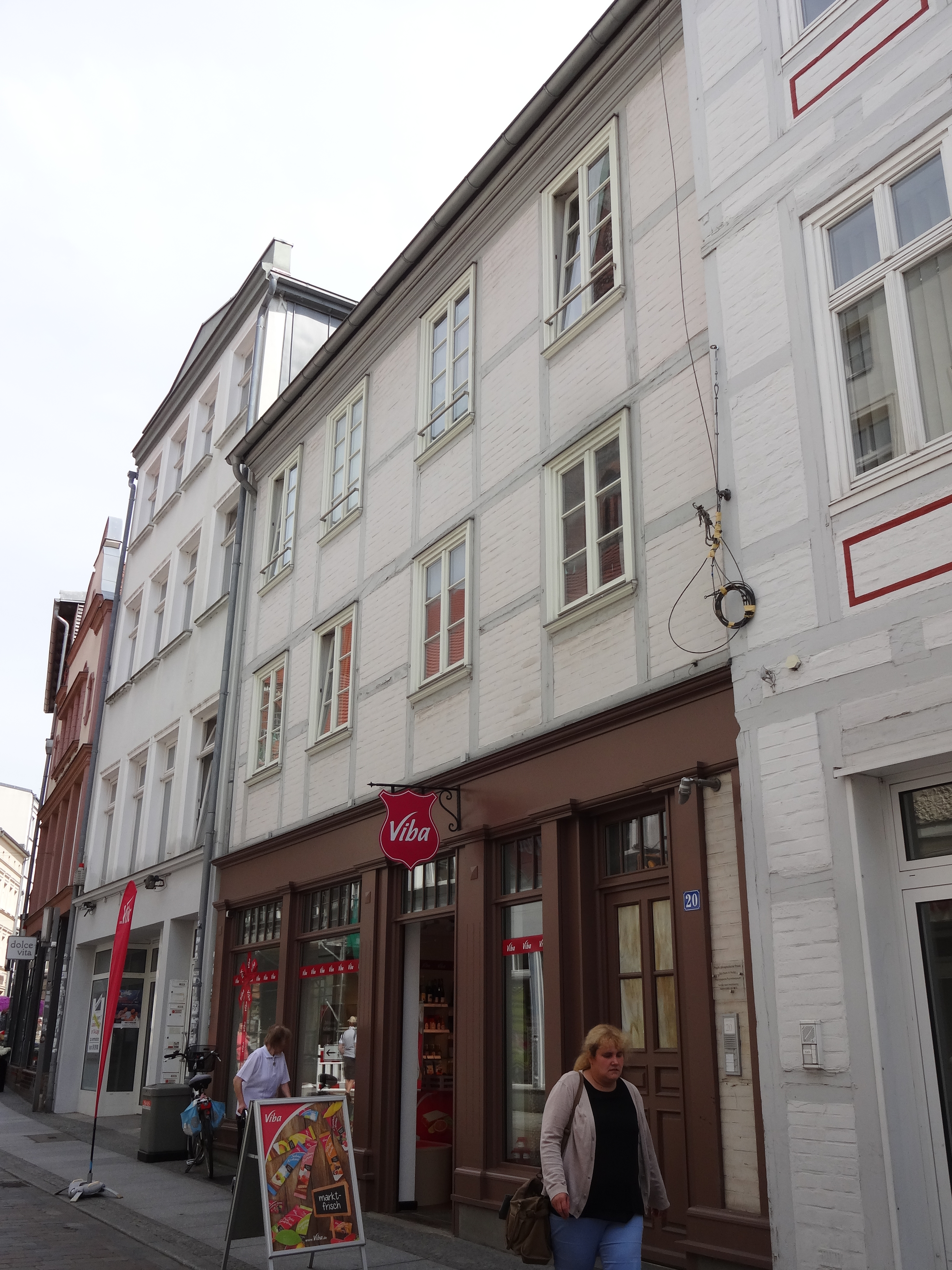
Nr. 18 und 20
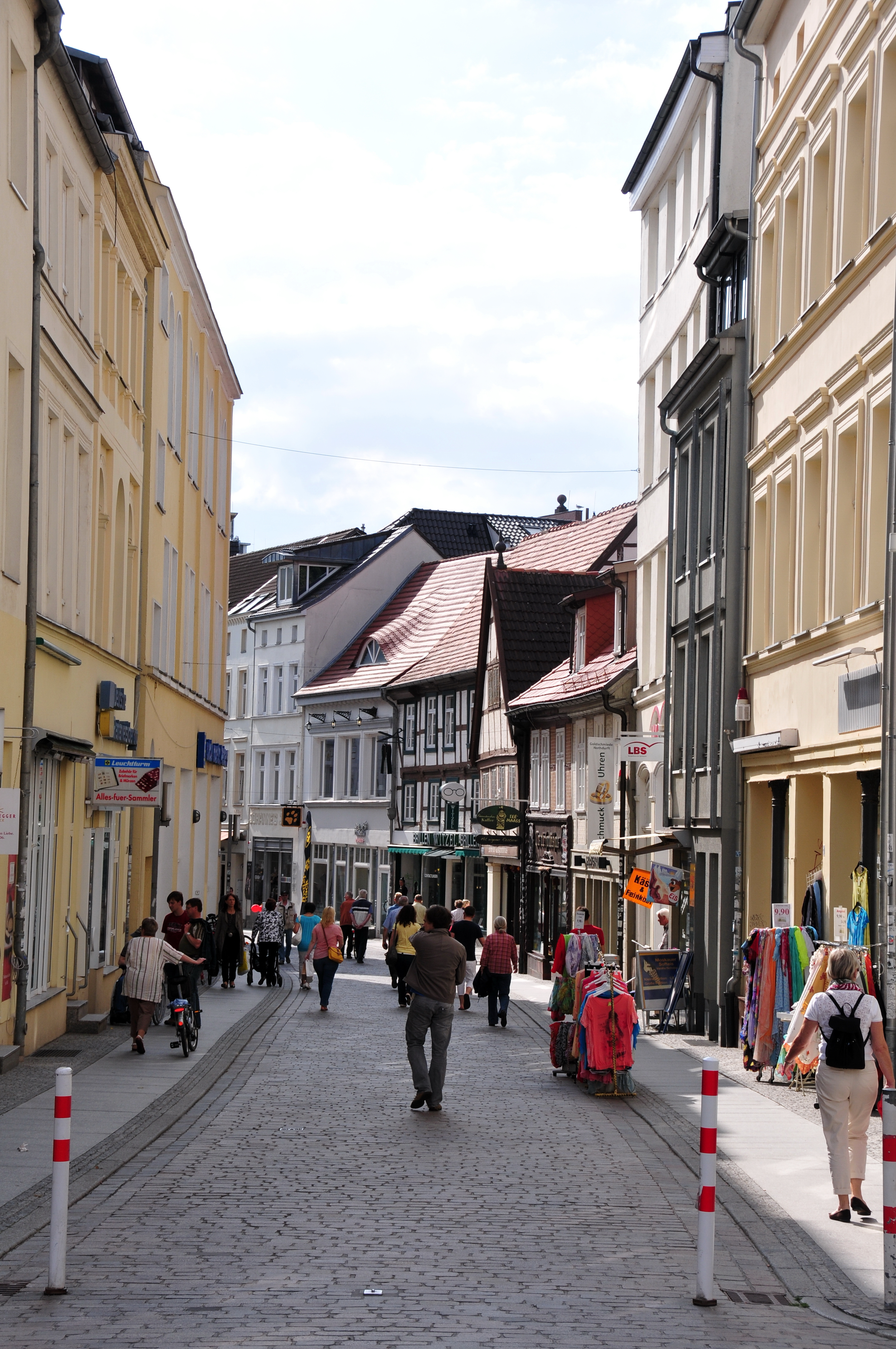
Westblick